# Adenanthera pavonina
Espèce
Classification APG III (2009)

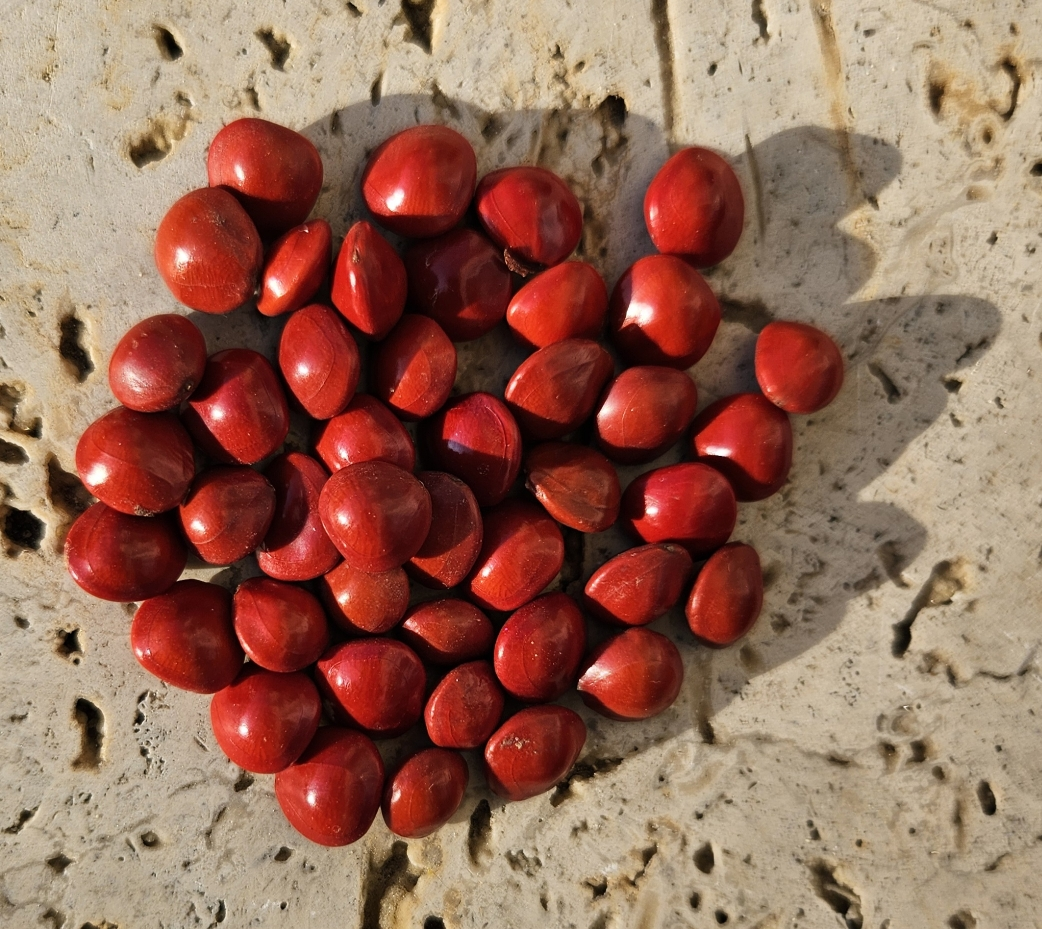
Graines d'Adenanthera pavonina

Adenanthera pavonina, parfois appelé bois de condori ou cardinalier, est une espèce de plantes à fleurs de la famille des Mimosaceae, ou des Fabaceae (sous-famille des Mimosoideae) selon la classification phylogénétique. C'est un arbre que l'on trouve en Asie et en Océanie. C'est une espèce introduite aux Amériques.
Adenanthera pavonina peut être malencontreusement confondu avec l'Abrus à chapelet (Abrus precatorius).